# Hvem er han?
Hvem er han? (originaltitel His Forgotten Wife) er en amerikansk stumfilm fra 1924 af William A. Seiter.

## Medvirkende
- Warner Baxter som Donald Allen / John Rolfe
- Madge Bellamy som Suzanne
- Tom Guise som Henry
- Hazel Keener som Irene Humphrey
- Willis Marks som Meadows
- Eric Mayne
- Maude Wayne som Corinne McRea